# Joachim Heinrich Campe
Joachim Heinrich Campe (Deensen, 29 juni 1746 – Brunswijk, 22 oktober 1818) was een Duits schrijver en pedagoog.

## Levensloop
Joachim Heinrich Campe was de zoon van een koopman, die zelf een buitenechtelijk kind was van een telg uit het adellijke geslacht Von Campe, dat resideerde op het kasteel van Deensen.
In 1775 werkte Campe op kasteel Tegel als huisleraar van de gebroeders Wilhelm en Alexander von Humboldt. 
Campe nam in 1776 de leiding van het gymnasium Philantropinum in Dessau. Hij gaf het eerste handboek in het Duitse taalgebied uit over opvoeding en onderwijs. Hij schreef ook een groot aantal jeugdboeken. Met name zijn Robinson der Jüngere (1780), een bewerking van de roman Robinson Crusoe van Daniel Defoe, was zeer populair en werd vertaald in meerdere talen. Hij was een voorstander van een verlichte opvoeding in de geest van een praktisch christendom. Campe heeft de Duitse taal ook verrijkt met verschillende neologismen, die hij bedacht ter vervanging van Romaanse leenwoorden. Tot de bekendste daarvan, die ook in het huidige Duits nog gebruikt worden, behoren: Einzahl (enkelvoud, grammaticale term), Ergebnis (resultaat), einschließlich (inclusief) en tatsächlich (inderdaad).

## Werken
- 1773: Philosophische Gespräche über die unmittelbare Bekanntmachung der Religion und über einige unzulängliche Beweisarten derselben
- 1790: Briefe aus Paris
- 1792: Allgemeine Revision des gesamten Schul- und Erziehungswesens von einer Gesellschaft praktischer Erzieher
- 1792: Geschichte der französischen Staatsumwälzung
- 1807: Wörterbuch der deutschen Sprache

## Jeugdboeken
- 1780: Robinson der Jüngere
- 1780: Kleine Seelenlehre für Kinder
- 1782: Die Entdeckung von Amerika
- 1783: Theophron oder Der erfahrne Rathgeber für die unerfahrne Jugend
- 1784: Kleine Kinderbibliothek
- 1793: Erste Sammlung interessanter und durchgängig zweckmäßig abgefasster Reisebeschreibungen für die Jugend (12 volumes)
- 1789: Väterlicher Rath für meine Tochter. Ein Gegenstück zum Theophron, der erwachsenen weiblichen Jugend gewidmet
- 1806: Neue Sammlung merkwürdiger Reisebeschreibungen für die Jugend (7 volumes)